# Walter Schamschula
Walter Schamschula (* 23. Dezember 1929 in Prag, Tschechoslowakei; † 13. Februar 2024 in Huntsville, Vereinigte Staaten) war ein deutscher Slawist, Literaturwissenschaftler und Übersetzer.

## Leben
Schamschula wurde in die Familie des kaufmännischen Angestellten Othmar Schamschula und seiner Ehefrau Amalie geboren. Er wuchs zweisprachig auf, besuchte die Grundschule und das Gymnasium in Königliche Weinberge im Stadtteil Vinohrady und wechselte anschließend auf das Stephansgymnasium. Nach dem Ausbruch des Zweiten Weltkriegs zog die Familie nach Karlsbad. Im Jahr 1945 verlor die Familie durch die Beneš-Dekrete ihren Besitz und Schamschula musste als Fünfzehnjähriger Zwangsarbeit leisten. Im Februar 1946 verließ die Familie die Tschechoslowakei und siedelte nach Schwäbisch Gmünd über, wo Schamschula das Gymnasium absolvierte.
Ab 1950 studierte er Slawistik, Romanistik, Anglistik und Germanistik an der Universität Frankfurt am Main. 1952/53 folgte ein Studienjahr an der Sorbonne in Paris bei Pierre Pascal und Victor Tapié. Ab 1954 studierte er an der Universität Marburg. Im Jahr 1958 folgte er seinem Lehrer Alfred Rammelmeyer als Assistent nach Frankfurt, wo er nach dessen Berufung half, das Slawische Seminar aufzubauen. Dort promovierte er im Jahr 1960 mit der Dissertation Der russische historische Roman vom Klassizismus bis zur Romantik. Im Jahr 1970 habilitierte er sich in Frankfurt mit seiner Arbeit über Die Anfänge der tschechischen Erneuerung und das deutsche Geistesleben (1740–1800). Im Studienjahr 1970/71 war er Gastprofessor an der University of California in Berkeley, wo er unter anderem tschechische Sprache und Literatur lehrte. Anschließend unterrichtete er an der Universität Saarbrücken (1971/72). Im Jahr 1972 war er Vollprofessor in Berkeley. Später baute er das Slawische Seminar an der Universität Bamberg auf (1981–1984). Im Jahr 1984 kehrte er nach Berkeley zurück, wo er bis zu seiner Emeritierung im Jahr 1994 lehrte.
Nachdem seine Ehefrau Eleonore 2018 gestorben war, zog er nach Huntsville, Alabama, um nahe seinem Sohn Marius zu sein. Am 13. Februar 2024 starb Schamschula im Alter von 94 Jahren in Huntsville.

## Schaffen
Schamschula führte im Jahr 1969 den Nachweis, dass Michail Lomonossow kein vollblütiger Vertreter des Spätbarock war, sondern in seinen „kosmologischen“ Oden bereits Ideen der Leibniz-Wolffschen Frühaufklärung vorwegnahm. Er analysierte mehrere Essays von Puschkin, darunter in Porok ljubezen, führte den Nachweis eines Boileau-Zitats mit Puschkins ironischer Stellungnahme zu den Hauptrichtungen der Romantik. Bedeutend ist der Fund von Materialien zum Igorlied „Slovo o polku Igoreve“, der die Theorie, dass es sich bei dem Text um ein Werk des 12. Jahrhunderts handele, grundsätzlich in Frage stellt und folgert, dass es sich in dem ‚verschollenen‘ Manuskript um eine am Ende des 18. Jahrhunderts manipulierte Version der „Zadonščina“ handle.
Zur tschechischen Literatur gibt es in Schamschulas Werk mehrere Schwerpunkte. Neue Erkenntnisse präsentierte er zum Mittelalter u. a. im Beitrag über das tschechische Mastičkář-Fragment, dessen Wortlaut tschechische Ursprünge nahelege, da die Reime im Gegensatz zu den mittelhochdeutschen Entsprechungen voll funktionieren, was wiederum eine tschechische Klasse von ‚Ioculatores‘ und damit eine volle Einbindung der tschechischen Osterspiele in die westeuropäische Tradition voraussetze. Aufsehen erregte seine Bamberger Antrittsvorlesung über den „Ackermann aus Böhmen“ und „Tkadleček“. In dieser verwies er darauf, dass es Hinweise gäbe, dass der Text des frühneuhochdeutschen Ackermann aus Böhmen nicht von Johannes von Saaz unmittelbar verfasst wurde, sondern eine spätere anonyme Bearbeitung eines umfangreicheren Textes von Johannes darstelle, da der alttschechische Tkadleček Passagen des Textes enthalte, die eine umfangreichere und gemeinsame ältere Vorlage annehmen lassen. Diese reiche ins 14. Jahrhundert zurück.
Eine Korrektur ideologischer Irrtümer in der tschechischen Mediävistik stellen seine Beiträge über die Ständesatiren der Königgrätzer Herrschaft und den Schwank vom Fuchs und Krug dar, die in der Literaturwissenschaft der ČSSR als frühe realistische Sozialkritik gewertet wurden, die Schamschula jedoch klar in den Kontext der spätmittelalterlich-religiösen Didaktik einordnet.
Seine Forschungsschwerpunkte befassen sich darüber hinaus mit Karel Hynek Mácha und die gesamte tschechische Romantik, ferner mit der Literatur des 20. Jahrhunderts bis hin zu Václav Havel. Über letzteren bot er im Westen die erste wissenschaftliche Interpretation dar, als der Dichter und spätere Präsident in seiner Heimat noch ein politischer Häftling war.
Seine großformatigen Werke, die solche Einzelstudien teils zusammengefasst, teils inspiriert haben, z. B. die Habilitationsarbeit, besonders aber die dreibändige Geschichte der tschechischen Literatur (1990–2004), die weltweit, besonders in Universitätskursen und außerhalb als Standardwerk genutzt wird, gehören zu seinem wissenschaftlichen Gesamtwerk.
Zu dieser Kategorie gehört auch sein persönlichstes Werk, das seine sprachwissenschaftlichen und strukturalistisch/literaturwissenschaftlichen Ansätze auf dem Gebiet der gesamtslawischen Folklore-Epik kombiniert: Vom Mythos zum Epos. Die Wege der slavischen Sängerepik, in dem die Verbindung der im Prager Strukturalismus konstatierten ästhetischen Dynamik (sichtbar im Wandel ihrer Epochen) mit dem weltweiten Fortschreiten des westeuropäischen Weltbildes und seiner Manifestationen bis ins politisch-ideologische Denken nachvollzogen wird. Erste Gedanken dazu finden sich in seinem Beitrag Gedanken zu einer Kulturmorphologie Ostmittel- und Westmitteleuropas, ferner im Zusammenhang mit Folklore und hoher Dichtung, sowie in der Konfrontation der west- und osteuropäischen Kulturen, dargestellt in Kapitel 23 von Vom Mythos zum Epos. Es ist auch eine Stellungnahme zum Schlagwort ‚eurozentrisches Weltbild‘ (K. Chvatík) und eine volle Anerkennung der Leistung des westeuropäischen Denkens für die Menschheitsgeschichte, an dem die westlichen Slawen der lateinischen Kulturen starken Anteil haben.
Zu diesem „Brückenbau“ im wissenschaftlichen Werk gehören auch seine zahlreichen Übersetzungen ins Deutsche und Englische, besonders aus dem Tschechischen, Polnischen und Slowakischen. Es beginnt mit Werken zur Literaturtheorie und Ästhetik. Schamschula wirkte als Pionier der strukturalistischen Prager Schule im deutschen Sprachbereich als erster Übersetzer von Essays Jan Mukařovskýs und Kapitel aus der Ästhetik, und anderer Essays, sowie von Jiří Levýs Umění překladu (deutsch als „Die literarische Übersetzung. Theorie einer Kunstgattung“, auch „Die Kunst der Übersetzung“). Dieses grundlegende Werk hat das Handwerk, bzw. die Kunst des literarischen Übersetzens reformiert und auch Schamschula zu eigenen übersetzerischen Leistungen aus den slawischen Literaturen inspiriert.
Als bedeutende Übersetzungen seien erwähnt:
- Das Hauptwerk der tschechischen Romantik, Karel Hynek Máchas Poem „Máj“ (Der Mai).[16]
- Proben von Otokar Březina in der Sammlung „Meiner Hände sanfte Last“.[17]
- Auswahl von Schriften des Kirchenreformers Jan Hus: „Schriften zur Glaubensreform und Briefe der Jahre 1414–1415“.[18]
- Auswahl aus Jaroslav Hašeks „Partei des maßvollen Fortschritts in den Grenzen der Gesetze“.[19]

In der zweiten Phase seit dem Ende der 1980er Jahre befasste sich Schamschula intensiver mit Spitzenwerken der polnischen Literatur, meist als Versübersetzungen, womit er sich in die Traditionen des deutschen Dichter-Gelehrtentums (Friedrich Rückert usw.) anlehnt. Hier entstanden bislang, teils aus Anregung von Hans Rothes Projekt der Unesco-Reihe, teils als Mitwirkung an Carl Dedecius’ Polnischer Bibliothek, teils aus eigener Initiative in seinen „West Slavic Contributions – Westslavische Beiträge“ Versübersetzungen der Ahnenfeier (Dziady) von Mickiewicz und Polnischer Barock sowie die von Czesław Miłosz angeregte Übersetzung von Juliusz Słowackis „König Geist“ Król-Duch (Lang, Frankfurt 1998). In dieser Reihe erschien auch die von ihm betreute tschechisch-englische Anthologie der alttschechischen Literatur: An Anthology of Czech Literatur. 1st Period: From the Beginnings Until 1410.

## Werke
- Der russische historische Roman vom Klassizismus bis zur Romantik. Hain, Meisenheim am Glan 1961.
- Jan Hus: Schriften zur Glaubensreform und Briefe der Jahre 1414–1415. Hrsg. und eingeleitet von Walter Schamschula, Frankfurt am Main 1969 (= Sammlung Insel, 49).
- Die Anfänge der tschechischen Erneuerung und das deutsche Geistesleben (1740–1800). Fink, München 1973.
- Die Aufnahme der tschechischen Literatur in Deutschland. In: P. Merker u. W. Stammler (Begr.): Reallexikon der deutschen Literaturgeschichte. 2. Auflage. Bd. 4, De Gruyter, Berlin / New York 1979, S. 50–67.
- Jaroslav Hašek – 1883–1983; proceedings of the International Hašek Symposium Bamberg, June 24–27, 1983. Lang, Frankfurt am Main u. a. 1989, ISBN 3-8204-8139-7.
- Geschichte der tschechischen Literatur. Böhlau, Köln 1990:

Band I: ISBN 3-412-01590-3.
Band II: ISBN 3-412-02795-2.
Band III: ISBN 3-412-07495-0.
- Adam Mickiewicz: Die Ahnenfeier. Ein Poem. Zweisprachige Ausgabe. Übersetzt, herausgegeben und mit einem Nachwort versehen von Walter Schamschula. (Schriften des Komitees der Bundesrepublik Deutschland zur Förderung der slawischen Studien 14). Böhlau, Köln 1991, ISBN 3-412-04691-4.
- Pan Twardowski, the Polish Variant of the Faust Legend, in Slavic Literatures. A Study in Motif History. In: California Slavic Studies. vol. 14, University of California Press, Berkeley/ Los Angeles/ Oxford 1992, ISBN 0-520-07025-9, S. 209–231.
- Madame de Krüdener Facing Three Giants: Goethe, Pushkin, Mickiewicz. In: For SK. In Celebration of the Life and Career of Simon Karlinsky. (Modern Russian Literature and Culture. Studies and Texts, vol. 33). Berkeley 1994, ISBN 1-57201-002-9, S. 263–280.
- Juliusz Słowacki: König Geist. (Król-Duch). Aus dem Polnischen übertragen, mit Kommentar und Nachwort versehen von Walter Schamschula. Lang, Frankfurt am Main 1998, ISBN 3-631-33613-6.
- An Anthology of Czech Literature. 1st Period: From the Beginnings Until 1410. Lang, Frankfurt am Main u. a. 1999, ISBN 3-631-43044-2.
- Jan Mukařovský. In: Monika Betzler, Mara-Daria Cojocaru, Julian Nida-Rümelin (Hrsg.): Ästhetik und Kunstphilosophie. Von der Antike bis zur Gegenwart in Einzeldarstellungen (= Kröners Taschenausgabe. Band 375). 2., aktualisierte und ergänzte Auflage. Kröner, Stuttgart 2012, ISBN 978-3-520-37502-5, S. 643–649.